# Madrepora disticha
Espèce
Madrepora disticha est une espèce de coraux appartenant à la famille des Oculinidae.